# 派伯·亞當斯
派伯·亞當斯（Pepper Adams，本名：Park Adams III，1930年10月8日—1986年9月10日），是美国爵士樂上低音薩克斯風手和作曲家。